# Giorgio Bixio
Giorgio Bixio (eigentlich Lazzaro Angelo Bisio; * 2. August 1912 in Genua; † 25. September 1984 in Rom) war ein italienischer Schauspieler.

## Leben
Erste Erfahrungen als Darsteller sammelte Bixio auf der Laienbühne der Santa Maria di Castella seiner Heimatstadt. Professionelle Auftritte erfolgten dann in Revuetheatern; ab 1944 war er bei Gilberto Govis Dialektensemble unter Vertrag. Dem Komiker blieb Bixio bis zu dessen Zurruhesetzung künstlerisch und in der Spielgemeinschaft verbunden. 1960 spielte er im selbstgeschriebenen Chiamate Giorgio 666 und 1961 mit der Truppe der „Compagnia Gagliardi“. Bixio hatte vor allem Talent für die musikalische Komödie, das er bei Promesse promesse von Garinei und Giovannini neben Johnny Dorelli und Cathérine Spaak ebenso unter Beweis stellte wie zu Beginn der 1970er Jahre im Decamerone neben Sylva Koscina. Zwischen 1973 und 1976 wirkte er am Dialekttheater neben Carlo Dapporto, Anna Caroli und Titti Benvenuto, mit denen er das Erbe Govis in die Städte Italiens trug. Das Stück Anche le figlie di Maria portano i jeans, in dem er neben Erminio Macario besetzt wurde, war seine letzte Bühnenstation.
Bixio spielte selten für den Film; seine wenigen Auftritte fanden als Charakterdarsteller statt. Er war zweimal verheiratet; nach Ida Bartoletti mit der Tänzerin Luisa Amorosi.

## Filmografie (Auswahl)
- 1951: Anema e core
- 1964: Marco – der Unbezwingbare (Maciste alla corte dello zar)
- 1975: Il lumacone